# Parabaris
Parabaris is een geslacht van kevers uit de familie van de loopkevers (Carabidae). De wetenschappelijke naam van het geslacht is voor het eerst geldig gepubliceerd in 1881 door Broun.

## Soorten
Het geslacht Parabaris omvat de volgende soorten:
- Parabaris atratus Broun, 1881
- Parabaris hoarei Larochelle & Lariviere, 2005
- Parabaris lesagei Larochelle & Lariviere, 2005